# Miniopterus gleni
Miniopterus gleni är en fladdermusart i familjen läderlappar som förekommer på Madagaskar.
Arten lever i stora delar av centrala, västra och norra Madagaskar. Den når i bergstrakter eller på högplatå 1000 meter över havet. Habitatet varierar mellan fuktiga skogar, torra lövfällande skogar och buskskogar. Individerna vilar i grottor och bildar där mindre kolonier. I sällsynta fall har kolonin upp till 90 medlemmar.
Denna fladdermus jagas i öns västra delar. Den påverkas även av störningar vid viloplatsen. Dessa hot betraktas bara som lokala problem. Hela beståndet listas av IUCN som livskraftig (LC).
Arten är med svans 11,8 till 13,1 cm lång, svanslängden är 5,0 till 6,3 cm och vikten varierar mellan 10,5 och 17,5 g. Denna fladdermus har 4,7 till 5,0 cm långa underarmar, cirka 0,8 cm långa bakfötter och 1,2 till 1,5 cm stora öron. Hannar och honor har samma storlek. Pälsen är enhetlig chokladbrun med en mörkare ovansida. Flygmembranen har en mörkbrun färg.